# Bug Juice
Bug Juice è un reality show statunitense del 1998, prodotto e trasmesso da Disney Channel. Il programma vede protagonisti 20 ragazzi e le loro esperienze in un campo estivo. Insieme, i ragazzi lavorano sodo per eccellere nelle loro attività e diventare amici.
Il 4 agosto 2017 è stato annunciato da Disney Channel un suo ritorno. La serie torna sugli schermi da luglio 2018

## Prima stagione

### Episodi
La prima stagione della serie è stata girata al Camp Waziyatah che si trova a Waterford, nel  Maine, attivo dal 1922.
1. "Camp Waziyatah"
2. "Getting to Know You"
3. "To Clique...or Not to Clique"
4. "Adventure Bound: Bushwack"
5. "Molecules Colliding"
6. "Boys to Men Talent Show"
7. "Unity Campfire"
8. "Aftershocks"
9. "No Pain, No Gain"
10. "Nice Guys Finish Last"
11. "Goodbye, Session One"
12. "Ch, Ch, Changes"
13. "Session 2"
14. "Turn, Turn, Turn"
15. "When the Boys Go Away, Girls Will Play"
16. "We Shall Overcome"
17. "Flirting with Disaster: Co-Ed Canoe Trip"
18. "The Last Hurrah"
19. "So Long, Farewell"
20. "Scrapbook"

#### Cast

##### Grove 4: Boys' Cabin
Consiglieri: 
- Rhett Bachner
- Morgan Will
- "Candyman": Gregory Weiss

Prima sessione:
- Andrew Johnson
- Asa Korsen
- Connor Shaw
- Everett Boyle
- Andy White
- Hassan A. Omar
- Jon Adler
- Jason Wool
- Malik Sollas

Seconda sessione:
- Max
- Asa Korsen
- Andrew Johnson
- Malik Sollas
- Hassan A. Omar
- Jon Adler
- Justin Simon
- Andy #2
- Patrick Milhaupt

##### Hill 4: Girls' Cabin
Consiglieri: 
- Luna
- Annie

Prima sessione:
- Alison Harding
- Caitlin
- Lauren
- Martha
- Megan Tarr
- Sarai
- Kisha
- Jenny
- Stephanie

Seconda sessione:
- Anna Korsen
- Annie Friedman
- Cammie Delany
- Caitlin
- Sarah Ceglarski
- Stephanie
- Kisha
- Molly

## Seconda stagione

### Episodi
La seconda stagione è stata girata al Camp Highlander a Horse Shoe nella Carolina del Nord.
1. "Your Adventure Starts Here"
2. "You Never Know Until You Try"
3. "Odd Man Out"
4. "You Get What You Give"
5. "Brits, Fights, & Videotape"
6. "Old Friends & New Friends"
7. "I'm Gonna Walk Those Fears Right Outta My Head"
8. "First Farewells"
9. "Bringing on the New Recruits"
10. "The Dance of Love"
11. "Climbing Toward Acceptance"
12. "Outside Looking In"
13. "You Don't Have to be a Star to Shine"
14. "July Goodbye"
15. "New Kids on the Bus"
16. "Discovering Your Inner Camper"
17. "Countdown Begins"
18. "War Breaks at Highlander"
19. "And the Winner Is..."
20. "See Ya, Highlander"

#### Cast

##### Cabin 6: Girls' Cabin
Consiglieri:
- Amanda Peryln
- Nicki K
- Tiffany Lydon
- Ali Baske

Sessione A:
- Libby
- Maryanne
- Sarah
- Jenny
- Alex
- Simona
- Annette
- Nikki
- Samantha
- Michaela

Sessione B:
- Annette
- Samantha
- Hilary
- Michelle
- Kelly
- Kim
- Jennifer
- Michelle
- Baylor
- Jessica

Sessione C:
- Kim
- Jennifer
- Jessica
- Baylor
- Jess
- Gaby
- Dalit
- Danielle
- Alanna
- Jasmyne

##### Cabin 28: Boys' Cabin
Consiglieri:
- Andrew Cohen
- Andrew Foti

Sessione A:
- Steven
- Kevin
- Sam
- Alvan
- Jared
- Austin
- Ricky
- Brendan
- Alex
- Chasen

Sessione B:
- Steven
- Alvan
- Ricky
- Chasen
- Josh
- Steffen
- Hunter
- Farb
- Tyler
- Conor

Sessione C:
- Hunter
- Michael
- Farb
- Steven
- Ricky
- Josh
- Marcellus
- Brandon
- Brendan
- Kevin